# 盱城街道
盱城街道是中华人民共和国江苏省淮安市盱眙县下辖的一个街道办事处，盱眙县人民政府驻盱城街道办事处十里营大街86号。
2015年5月18日，江苏省人民政府批复同意撤销盱城镇，以原盱城镇的新湾、赵岗、雨露、新华、严岗、城北、城中、城南、五墩、沙岗、宣化、石牛、果园、林柴场14个居委会区域设立盱眙县盱城街道办事处，街道办事处驻城中居委会淮河东路37号。

## 行政区划
盱城街道下辖以下村级行政区划单位：
五墩社区、城南社区、城中社区、城北社区、林柴场社区、沙岗社区、宣化社区、石牛社区、果园社区、新华社区、赵岗社区、雨露社区、新湾社区和严岗社区。